# Aan de voet van die oude Wester

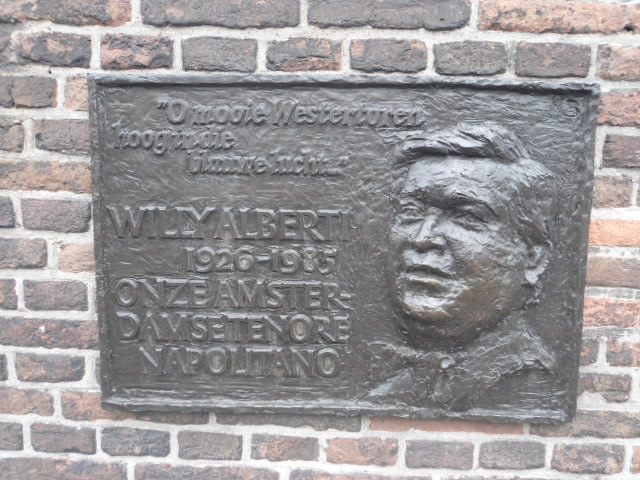
Plaquette Willy Alberti

Aan de voet van die oude Wester is een smartlapachtig loflied op de Amsterdamse wijk De Jordaan. 
De zanger zingt in de tekst van vermoedelijk Jaap Sjouwerman dat hij mijmert over vervlogen tijden, westwaarts kijkend vanaf de Westertoren. Aan de overzijde van die kerktoren aan de Prinsengracht ligt De Jordaan. Hij groeide er op en het liefst zou hij er ook sterven. De tekst geeft aan dat hij er vermoedelijk niet (meer) woont ("Toch wil ik jou eenmaal nog zien"). Het lied kwam in een periode direct voor en direct na Tweede Wereldoorlog, waarin Amsterdam een groeispurt maakte met de bouw van nieuwe woonwijken. De huizen in De Jordaan waren zo armetierig, dat er flink gesaneerd moest worden. Bewoners moesten verhuizen naar andere plekken, zoals naar Betondorp (voor de oorlog) en Nieuw-West (na de oorlog). De sociologische samenhang in wijken als De Jordaan kwam daardoor aan een eind; bewoners raakten verspreid over de stad. Dat riep bij zowel vertrekkers en blijvers nostalgische beelden op.
Het lied bezingt daarom alleen de positieve kanten van De Jordaan, over de mistoestanden, de grote armoe en de slechte behuizing die er heersten wordt niet gerept ("fijne en fiere Jordaan"). 
Sjouwerman zou het geschreven hebben voor het Jordaancabaret van Tilly Kalkoven; ergens in de jaren dertig.  
Aan de voet van die oude Wester (ook wel Aan de voet van die mooie Wester) was dus al eerder in gebruik, toen Frans van Schaik vermoedelijk de eerste was die het opnam voor een plaatsopname. In mei 1951 werd reclame gemaakt voor zijn single Het lied van de vredesklok in combinatie met Aan de voet. Het label van single M33130 meldt dat de versie een bewerking is (adapted) door koor- en orkestleider Tom Erich.  Het platenlabel vermeldde geen auteur. Snel daarna nam Willy Alberti het op in zijn repertoire van De Straatzangers (1954 Philips shellac met Op een zeemansgraf; geen auteur), waarin ook Max van Praag zong. Het werd als radiosucces in een adem genoemd met Op een zeemansgraf en Bij ons in de Jordaan.  Op hun verzamelalbum Straatzangers successen uit 1967 werd Schouwerman wel als auteur geduid. In 1963 heeft ook Manke Nelis het opgenomen met het koor en orkest van Jack Bulterman (Fontana TF266402, meldt Sjouwerman) 
In 1966 leidde de onbekendheid van de tekstschrijver tot een geschil tussen Willy Alberti en Buma. Beide waren het over eens dat toen het lied een succes werd allerlei schrijvers zich aandienden als dé schrijver van het lied. Niemand kon echter de Buma overtuigen, dat hij ook daadwerkelijk de auteur was. Zolang dat onbekend bleef, potte Buma de royalty's van deze zwerver op, totdat er na vijftien jaar iets gedaan moest worden. De arrangeur en uitgever kregen hun aandeel, de rest werd opgepot in de algemene middelen totdat iemand wel kon bewijzen dat hij/zij de schrijver was. 
Favoriet binnen de uitvoeringen lijkt in 2024 die van Willy Alberti en neef Johnny Jordaan; zij waren beiden gewend aan de Jordaanse tongval en wisten de gevoelige snaar te raken. In dat jaar werd het door een jury gekozen als een van de tien beste liedjes geschreven en gezongen over Amsterdam. De “wedstrijd” was uitgeschreven in het kader van Amsterdam 750 jaar. Juryvoorzitter wethouder Touria Meliani en juryleden Orville Breeveld (namens medeorganisator Concertgebouw, Peter van Brummelen (namens medeorganisator Het Parool), Joris Nassenstein (Concertgebouw), en Elmer moesten daarbij kiezen uit 125 liedjes.  Frenk der Nederlanden meldt bij deze combinatie ook accordeonist Johnny Meyer. Willy Alberti overleed overigens in het Andreas Ziekenhuis; Johnny Jordaan in het Sint Lucas Ziekenhuis beide in Amsterdam Nieuw-West. Op 29 januari 2025 is het mooiste Amsterdamse lied gekozen. Het lied Aan de Amsterdamse grachten werd deze dag verkozen tot het mooiste lied over Amsterdam. Het lied won met een ruime voorsprong een poll van Het Concertgebouw en Het Parool. Daarin werden 4500 stemmen uitgebracht. Meer dan een kwart, 28 procent, ging naar Aan de Amsterdamse grachten.

De Westerkerk eerde Alberti ook terug. Er werd in 1986 een plaquette naar ontwerp van Hans Bayens onthuld met de tekst: 
O mooie Westertoren hoog in die blauwe lucht; Willy Alberti 1926-1985 onze Amsterdamse tenore napolitano.